# Le vagliatrici di grano
Le vagliatrici di grano (Les Cribleuses de blé) è un quadro di Gustave Courbet del 1854. L'opera è conservata al museo delle belle arti di Nantes.

## Storia
Questo quadro venne dipinto da Courbet a Parigi, tra il 1853 e il 1854. All'inizio il pittore voleva intitolarlo Les Cribleuses ou les Enfants des cultivateurs du Doubs.
È probabile che le due donne ritratte in questo quadro siano le sorelle di Courbet: Zoé (che sarebbe la donna che vaglia il grano) e Juliette (quella seduta).
Le vagliatrici di grano fu uno dei quaranta quadri esposti al tendone "Pavillon du réalisme" allestito da Courbet. L'opera venne esposta per la prima volta al Salone del 1855 a Parigi. Nel 1861 l'opera venne esposta alla nona mostra della Società degli amici dell'arte di Nantes, che acquistò il quadro per il museo delle belle arti della città.

## Descrizione
Nel quadro Courbet ritrae la povertà di chi, con magri guadagni, lavora la terra. Eppure la calma rassegnazione delle donne non ci induce a compassione; al contrario, l'impegno espresso dona loro dignità e suscita ammirazione. L'ampio gesto della donna al centro condensa su di sé l'attenzione dell'osservatore e le fa assumere un'importanza paragonabile a quella di una figura rinascimentale.
La gamma dei colori è limitata, ma non priva di toni forti, come nell'ampia veste rossa della figura centrale. Il nostro sguardo si sofferma così, in particolare, su alcuni elementi visivi. Spesso le donne erano così povere che dovevano portarsi al lavoro i figli. Come si può notare sulla destra, un bambino, dovendo restare molte ore a non fare niente, incuriosito apre un armadietto per vedere cosa c'è dentro.